# Megachile minutuloides
Megachile minutuloides är en biart som beskrevs av Johann Dietrich Alfken 1936. Megachile minutuloides ingår i släktet tapetserarbin, och familjen buksamlarbin. Inga underarter finns listade i Catalogue of Life.